# Jeden dzień w PRL
Jeden dzień w PRL – polski film dokumentalny z 2005 roku zrealizowany przez Macieja Drygasa. W filmie ukazane są archiwalne fragmenty audycji radiowych, milicyjne raporty, donosy, fragmenty listów, pamiętników itp. Wszystkie te materiały łączy jedno – powstały tego samego dnia, 27 września 1962 roku.
Film zdobył nagrodę „Srebrnego Smoka” dla najlepszego filmu dokumentalnego na Krakowskim Festiwalu Filmowym w 2006 roku. W tym samym roku film wziął udział w konkursie filmów dokumentalnych i animowanych Nowe Horyzonty, a także otrzymał specjalne wyróżnienie jury na Międzynarodowym Festiwalu Filmów Dokumentalnych w Tajpej. Rok później film otrzymał nagrodę „Platinum Remi” w kategorii: sprawy społeczno-ekonomiczne na WorldFest-Houston International Film Festival, a w 2008 roku – „Srebrną Muszlę” na Międzynarodowym Festiwalu Filmów Dokumentalnych, Krótkometrażowych i Animowanych w Bombaju.